# لغة الزغاوة

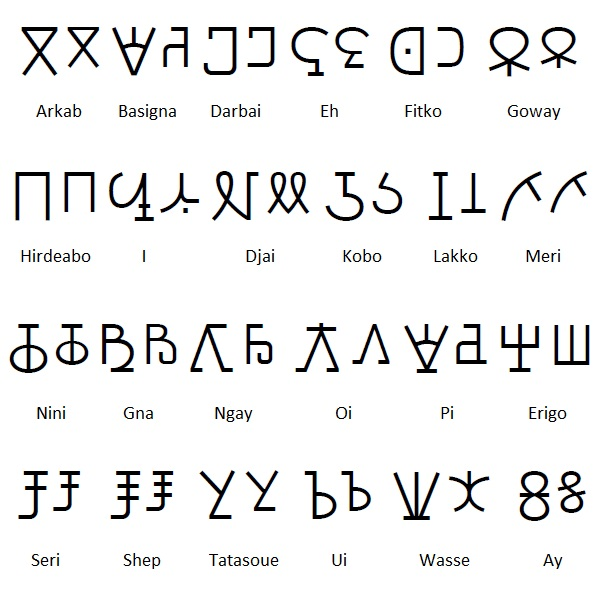
أبجدية بيريا

لغة الزغاوة أو بالتسمية المحلية لغة بيريا هي لغة صحراوية يتحدث بها شعب الزغاوة في شرق وسط تشاد وشمال غرب السودان (دارفور) و جنوب شرق ليبيا. يوجد ما بين 750,000 و1,350,000 متحدث بالزغاوة في مناطق الانتشار السابق ذكرها.

## اللهجات
لهجات الزغاوة:
| اللهجة      | تعداد الشكان | الموقع |
| ----------- | ------------ | --- |
| البديات     | 15,000       | تشاد: كانتون كوبيه ؛ ومحافظتي باو بيليا وكالاييت الفرعيتين ؛ السودان شمال دارفور                                              |
| ديرونج جروف | 4,000        | تشاد: كانتونتا ديرونج وغوروف، وعدد قليل من القرى في كانتون كابكا (إيريبا إس بي).                                              |
| كوبي        | 25,000       | تشاد: كانتونات كابكا وكوبي-نورد-إيست وكوبي-نور-كويست وكوبي-سود (إيريبا سب) ؛ السودان: شمال دارفور (بالقرب من الحدود التشادية) |
| ويجي        | 100,000      | شمال دافور |

## علم الأصوات

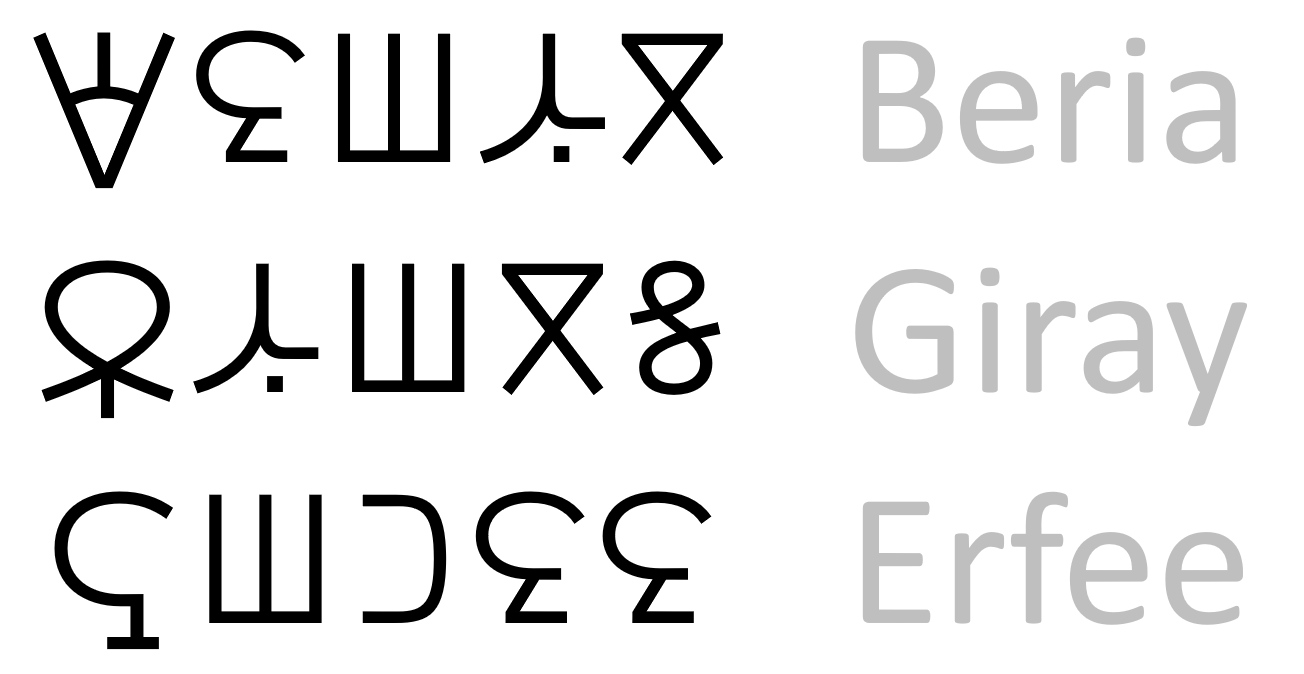

### الحروف المتحركة
تمتلك الزغاوة نظاماً مكون من تسعة حروف متحركة ويتميز بتناغم جذور الزغاوة في اللغة المتقدمة. تنقسم الحروف المتحركة إلى مجموعتين:
- /i e o u/
- /ɪ ɛ a ɔ ʊ/,

### الحروف الساكنة
|              |           | شفوي | لثوي | لثوي غاري | غاري | طبقي | حلقي | حنجري |
| ------------ | --------- | ---- | ---- | --------- | ---- | ---- | ---- | ----- |
| صامت انفجاري | لا صوت له | p    | t    |           |      | k    |      |       |
| صامت انفجاري | جهر       | b    | d    |           |      | g    |      |       |
| صامت احتكاكي | لا صوت له | f    | s    | ʃ         |      |      | (ħ)  | h     |
| صامت احتكاكي | جهر       |      |      | (ʒ)       |      |      |      |       |
| صامت أنفي    | صامت أنفي | m    | n    |           | ɲ    | ŋ    |      |       |
| شبه صامت     | شبه صامت  |      | l    |           | j    | w    |      |       |
| تكرير        | تكرير     |      | r    |           |      |      |      |       |
| صامت نقري    | صامت نقري |      | ɾ    |           |      |      |      |       |